# Гущенка
Гущенка (рос. Гущенка) — село у Новооскольському районі Бєлгородської області Російської Федерації.
Населення становить 43 особи. Входить до складу муніципального утворення Новооскольський міський округ.

## Історія
Населений пункт розташований у східній частині української суцільної етнічної території — східній Слобожанщині.
Від 2018 року органом місцевого самоврядування є Новооскольський міський округ.

## Видатні уродженці
- Ломако Микола Миколайович (1953-2021) — український архітектор, головний архітектор Лисичанська.

## Населення
| 2002 | 2010 |
| ---- | ---- |
| 55   | ↘43  |